# アレイシ・ガリード
- アレイクス・ガリード[1]

アレイシ・ガリード・カニサレス（Aleix Garrido Cañizares, 2004年2月22日 - ）は、スペイン・リポイ出身のサッカー選手。セグンダ・ディビシオン・エイバル所属。ポジションはミッドフィールダー。

## クラブ経歴

### バルセロナ
2012年にバルセロナの下部組織に加入。2022年1月9日、プリメーラ・フェデラシオン・ベティス・デポルティーボ戦でバルセロナBデビューを果たした。
2023年4月1日、ラ・リーガ・エルチェ戦でアンス・ファティとの交代で途中出場し、トップチームデビューを果たした。

### エイバル
2025年6月20日、エイバルに3年契約で移籍した。

## タイトル

### クラブ
バルセロナ
- ラ・リーガ: 2022-23